# Doris odonoghuei
Doris odonoghuei är en snäckart som beskrevs av Steinberg 1963. Doris odonoghuei ingår i släktet Doris och familjen Dorididae. Inga underarter finns listade i Catalogue of Life.